# Кундат
Кундат (в верховье Большой Кундат) — река в Крапивинском и Тисульском районах Кемеровской области России, приток Кии. Имеет характер горной реки.
Протяжённость водотока 73 км; берёт начало на северных склонах Кузнецкого Алатау между вершинами полуденный Кундат и восточный Кундат.
Правый приток — Кундусуюл с XIX века известен своими месторождениями золота.
Название реки может быть образовано от слова кун, которое восходит к кетскому кукун или к тюркскому кун — «росомаха, росомаший». Вторая часть дат может быть образована от кетско-пумпокальского тет — «река», т. о. Кундат — «река росомах».

## Притоки
- Большая Натальевка (лв)
- Медянка (пр)
- Елизаветинка (лв)
- Васин Ключ (лв)
- 17 км: Большая Палатная (лв)
- 21 км: Кундусуюл (пр)
- Малый Кундусуюл (пр)
- Малый Кундат (лв)
- 54 км: Полуденный Кундат (лв)

## Населённые пункты
С 1957 по 1975 годы в районе реки Кундат находился посёлок городского типа Кундат. Исключен из списков н.п. в 1997 году.